# Ludwig Euler
Ludwig Karl Heinrich Justus Euler (* 6. März 1830 in Gießen; † 28. Dezember 1908 in Worms) war ein deutscher Maurer und Steinhauer und von 1866 bis 1886 Stadtbaumeister der Stadt Worms.

## Leben
Der 1830 in Gießen geborene Euler erlernte zunächst den Beruf des Maurers und Steinhauers, bevor er seine Fachkenntnisse bei einem Meister erweiterte. Euler besuchte die Fortbildungsschule des Gießener Gewerbevereins, wo er wahrscheinlich gelernt hat, bautechnische Zeichnungen zu lesen und selbst zu erstellen.
Von 1848 bis 1851 war Euler im Ingenieurbüro Eickemeyer angestellt, in dem er unter anderem beim Bau der Main-Weser-Eisenbahn die Bauaufsicht führte und auch mit deren Hoch- und Kunstbauten beschäftigt war. Von 1854 bis 1886 war er als Aufseher und Bauzeichner beim Sektionsbüro der Main-Weser-Bahn angestellt, anschließend kam er nach Worms und war im Jahr 1856 Aushilfe unter dem Kreisbaumeister Rasor.

## Wirken als Stadtbaumeister
Nachdem es bis in die 1840er Jahre in Worms keinen Stadtbaumeister gab (man wandte sich bis dahin an das Kreisbauamt mit der Bitte um Amtshilfe), wurde die Stelle mehrfach ausgeschrieben. Euler erhielt die Zusage an siebter Stelle, nachdem seine sechs Vorgänger ihre Tätigkeiten jeweils nur kurze Zeit innehatten und dann niederlegten. Euler war somit der erste Wormser Stadtbaumeister, der sein Amt über mehr als zwei Jahrzehnte ausübte und auch der erste, der einen Vertrag mit festgelegten Bestimmungen zu erfüllen hatte, die vom Gemeinderat ausgearbeitet wurden.

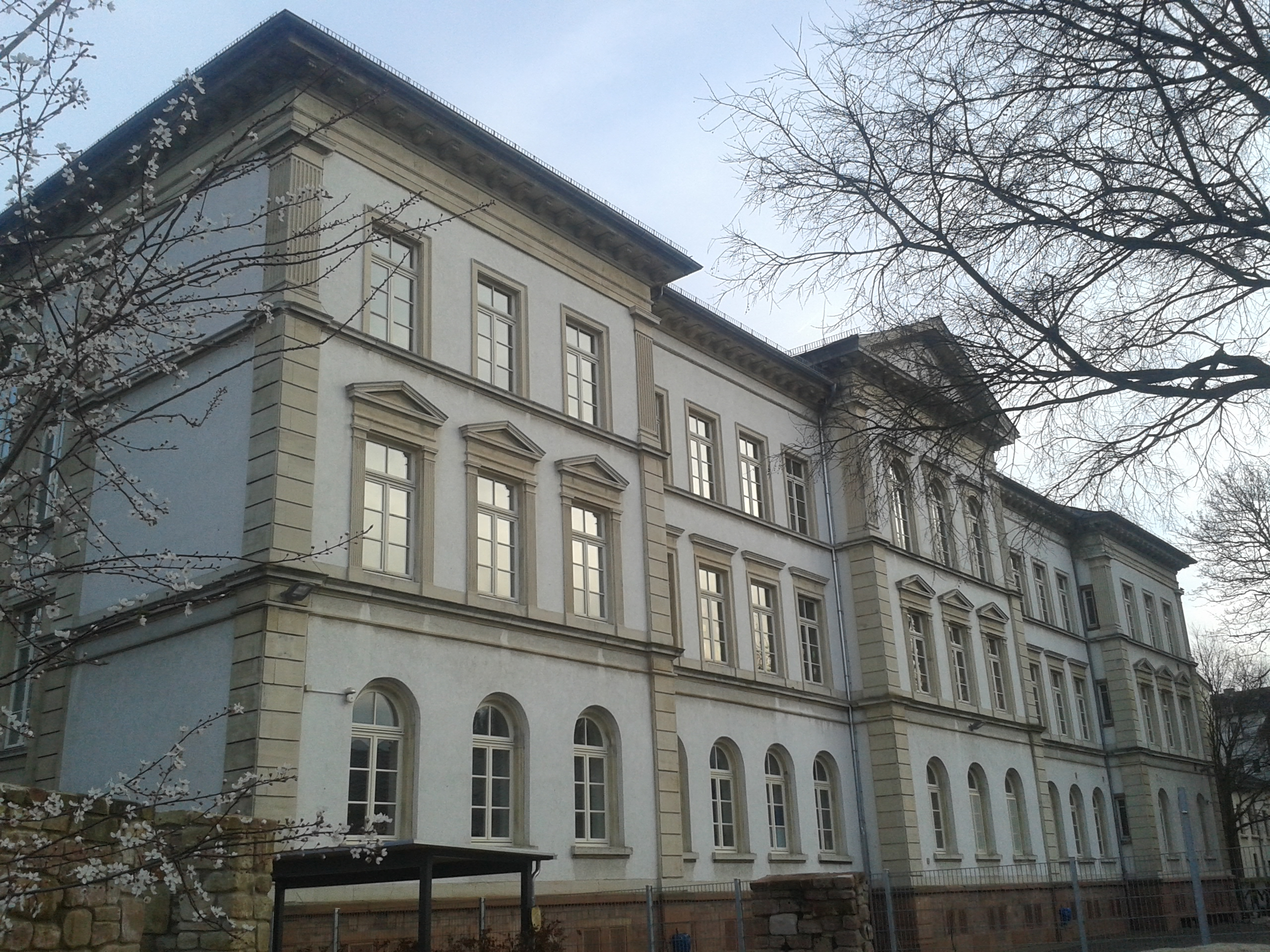
Karmeliter Grundschule, Stadtbaumeister Euler, 1876

Euler stellte den Neubau des Lagerhauses inklusive dessen Straßenanbindung im Jahr 1874 fertig. Im selben Jahr wurde auch das Eichlokal auf der Südwestecke der Ludwigstraße (der heutigen Hagenstraße) durch ihn beendet. Des Weiteren errichtete Eulers das Militärlazarett sowie den im Norden und östlich der Mainzer Straße gelegenen Rheingewannfriedhof.
Weitere Bauten Eulers sind die heutige Karmeliter-Grundschule, die er von 1871 bis 1876 erbaute und den ursprünglich für das altsprachliche Gymnasium und die Oberrealschule ausgeführten, dreigeschossigen neuklassizistischen Repräsentativbau in der Goethestraße, in dem heute die Karmeliter-Realschule-Plus beheimatet ist. Beide Schulgebäude sind erhalten und stehen unter Denkmalschutz.

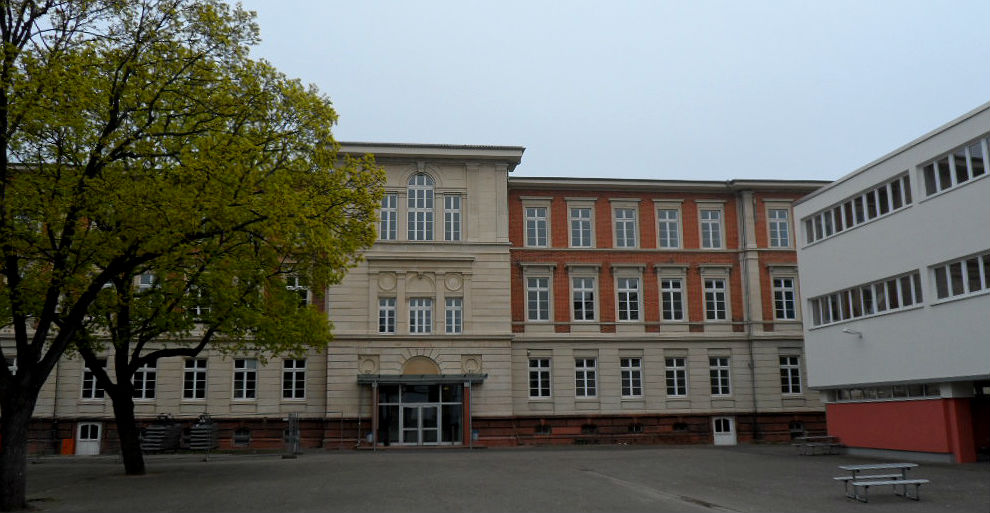
Karmeliter-Realschule Plus, Stadtbaumeister Euler, 1879

Als der amtierende Bürgermeister Heimburg starb und Wilhelm Küchler sein Amt übernahm, blieb Euler zunächst weiterhin Stadtbaumeister. Er wurde beauftragt, den schon seit langer Zeit anstehenden Umbau des in der Hagenstraße befindlichen Wormser Stadthauses zu übernehmen. Die von Küchler gegenüber dem Rat vorgestellten Pläne dieses Umbaus wurden von Euler ausgearbeitet. Auch die spätere Bauaufsicht und Fertigstellung des Stadthauses fällt in seine Zuständigkeit.
Es gab jedoch weiterhin kritische Stimmen aus dem Gemeinderat, da es Euler, trotz einer Gehaltserhöhung, offenbar nicht gelungen war, berufliche Aufträge von privaten zu trennen und ersteren den Vorrang zu geben. Es war Euler zwar nicht vertraglich verboten, private Planungen auszuführen, dies wurde aber dennoch von Teilen der Ratsmitglieder nicht gerne gesehen.
In der Folge veranlasste Küchler durch den Kreisrat Heinrich von Gagern eine Amtsführungsprüfung Eulers. In dessen Befragung im April 1885 gab Euler an, dass er für das gesamte Stadtgebiet zuständig ist und mit seinen baupolizeilichen Aufgaben an seine Grenzen gestoßen ist. Als ihm von den Stadtvorderen zeitweise noch die Aufgabe erteilt wurde, erste Pläne für ein neues Krankenhaus zu entwickeln, war seine Belastungsgrenze überschritten.
Der mittlerweile angewachsene Aktenbestand über Euler wurde nach der Befragung durch den Kreisrat von Gagern dem vom Innenministerium beauftragten Darmstädter Kreisbaumeister Wiessel zur fachlichen Beurteilung vorgelegt. Dessen Stellungnahme erfolgte im September 1885, in der der Kreisbaumeister darlegte, dass Euler mit den ihm gestellten Aufgaben sowohl von der Qualität als auch von der Quantität her überfordert sei. Er warf der Stadtspitze vor, diesem Umstand schon länger nicht erkannt zu haben und die „Dinge einfach treiben“ gelassen zu haben. Er forderte, dass ein Stadtbaumeister einer Stadt dieser Größe zumindest eine akademische Ausbildung haben müsse und ihm mehrere Mitarbeiter zur Seite gestellt werden müssen, inklusive eines eigenen Büros. Daraufhin nahm der Stadtvorstand von einer bereits ins Auge gefassten Entlassung Eulers Abstand und verabschiedete ihn stattdessen in einen gering bezahlten Ruhestand.
An Eulers Nachfolge trat am 1. April 1886 der Architekt und Hochschullehrer Karl Hofmann.

## Sonstiges
Euler war mit Johannette (Johanna) Lony verheiratet. Das Adressbuch dieser Zeit gibt an, dass er mit ihr bis zu seinem Lebensende in der Rotkreuzgasse 1 wohnte.